# Niederösterreich (Schiff)
Die Niederösterreich (Kennung: A604) ist ein als Kanonenboot ausgelegtes Patrouillenboot des österreichischen Bundesheers. Sie wurde 2006 außer Dienst gestellt.

## Geschichte

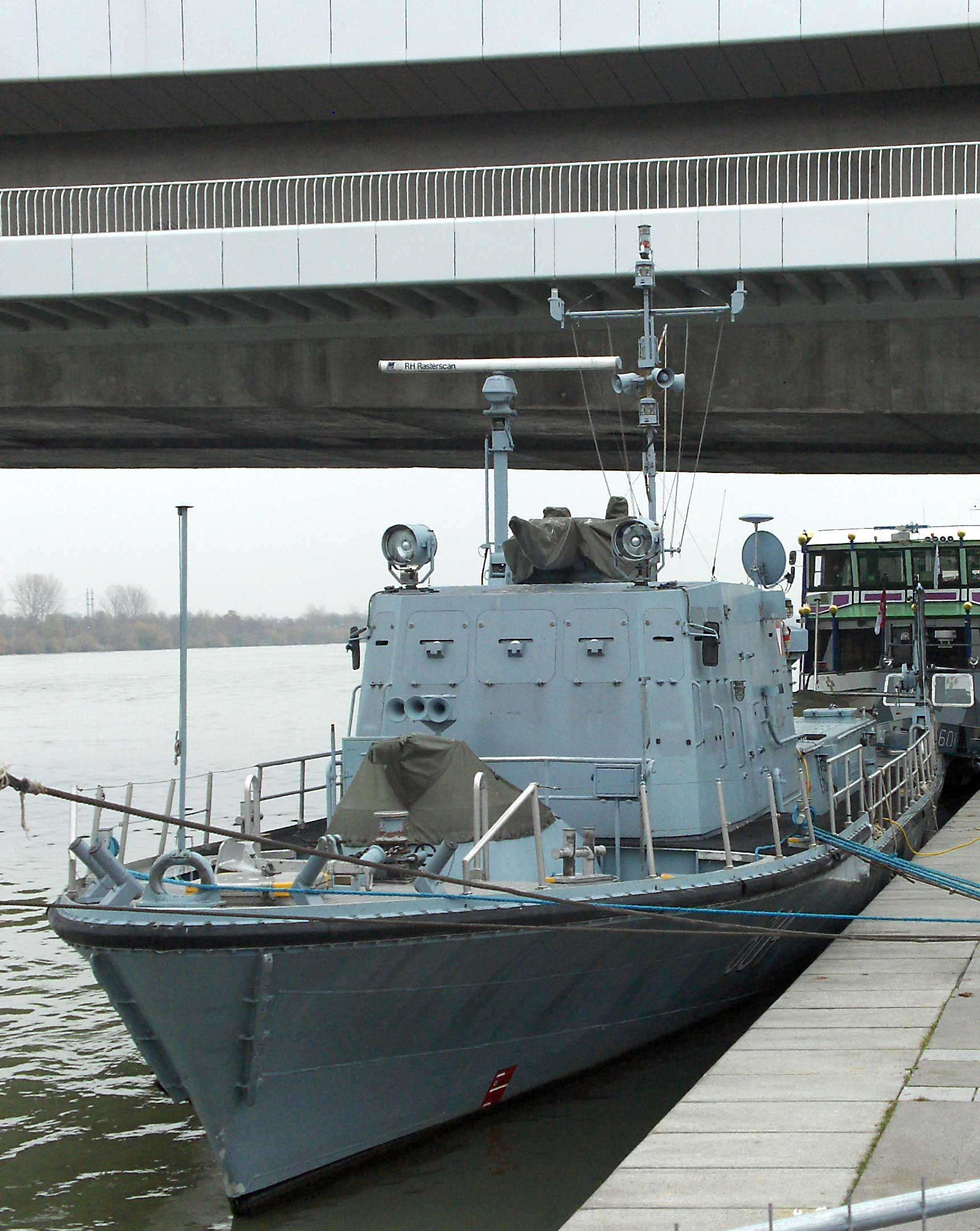
Das Patrouillenboot Niederösterreich an der Reichsbrücke in Wien

Die Niederösterreich wurde 1970 als zweites Boot einer geplanten Flottille des Bundesheeres auf der Donau in Dienst gestellt. Aus budgetären Gründen wurde dieser ursprünglich auf neun Schiffe angelegte Verband jedoch nicht verwirklicht. Die Niederösterreich blieb somit das letzte Boot, das angeschafft wurde. Die Planungen hatte die Firma MAIERFORM S.A. aus Genf in der Schweiz durchgeführt. Gebaut wurde das Boot schließlich in der Korneuburger Schiffswerft.
Neben der Oberst Brecht gehörte die Niederösterreich bis 2006 zur Patrouillenbootstaffel des Heeres, die in der Magdeburg-Kaserne in Klosterneuburg stationiert war und den Pionieren unterstand. Im Zuge der Heeresreform 2010 wurde diese aufgelöst und die Niederösterreich außer Dienst gestellt. Daraufhin wurde die Maschinenkanone abmontiert und das Boot an das Heeresgeschichtliche Museum übergeben. Die Pflege übernimmt der Österreichische Marineverband durch die Marinekameradschaft Admiral Erzherzog Franz Ferdinand.

## Aufgaben
Die Aufgaben der Patrouillenbootstaffel bestanden während des Kalten Krieges hauptsächlich in der Unterstützung der See- und Strompolizei bei der Kontrolle von Schiffen, die aus dem Ostblock kamen. Diese Kontrollen wurden vor allem während Manövern des Heeres durchgeführt um Abhöraktionen zu unterbinden.

## Momentaner Status
Da das Heeresgeschichtliche Museum dem Bundesministerium für Landesverteidigung (BMLV) untersteht und die Niederösterreich formal 2006 dem Österreichischen Marineverband übergeben wurde, somit innerhalb des Bundesheeres nur als außer Dienst gestellt gilt, gehört sie weiterhin zur Bewaffnung des Bundesheeres. Auch eine Wiederindienststellung ist theoretisch möglich, aus militärischen und budgetären Gründen jedoch unwahrscheinlich. Die Niederösterreich liegt zurzeit gemeinsam mit der Oberst Brecht in der Schiffswerft Korneuburg und kann dort besichtigt werden.